# Let It Go (bài hát của Disney)
"Let It Go" là ca khúc trong bộ phim hoạt hình năm 2013 của Disney, Nữ hoàng băng giá, nhạc và lời của Kristen Anderson-Lopez và Robert Lopez. Ca khúc được trình bày bởi nữ diễn viên, ca sĩ người Mỹ Idina Menzel trong vai của cô Nữ hoàng Elsa. Bài hát xuất hiện sau khi Elsa từ bỏ vương quốc của mình vì năng lực của cô bị phát hiện. Idina Menzel đã biểu diễn trực tiếp trên TV lần đầu tiên trong lễ trao giải Oscar lần thứ 86 vào ngày 2 tháng 3 năm 2014.    Và là một trong những bài hát phổ biến và hay nhất thế giới.

## Biên soạn

Elsa giải phóng sức mạnh của mình trong "Let It Go".

"Let It Go" là ca khúc đầu tiên mà Kristen Anderson-Lopez và Robert Lopez viết cho bộ phim. Bộ đôi này lấy cảm hứng từ những bộ phim Disney khác như Nàng Tiên Cá và Người đẹp và quái thú và nhiều ca sĩ khác bao gồm Adele, Aimee Mann, Lady Gaga, Avril Lavigne, và Carole King. Bài hát được Elsa hát trong phim. Lúc đầu Elsa được các nhà sản xuất hình dung như một nhân vật phản diện, nhưng sau khi bát hát được sáng tác, các nhà sản xuất đã đổi ý và Elsa trở thành một nhân vật chính diện.
Anderson-Lopez và Lopez viết ca khúc này riêng cho Idina Menzel, nói rằng cô như là "một trong những giọng ca vinh quang nhất ở Broadway và là biểu tượng trong nhạc kịch."

## Đón Nhận
"Let It Go" nhận được sự khen ngợi từ các nhà phê bình phim, nhà phê bình âm nhạc, và khán giả, và một vài thuận lợi của ca khúc "Defying Gravity" (trình bày bởi Menzel). The Rochester City Newspaper gọi là ca khúc hay nhất trong phim; "Trình bày bởi Idina Menzel, nó có yếu tố trở thành một bài hát yêu thích lâu dài...Menzel đã được ghi nhận đã bỏ nhiều công sức và đam mê trong phần trình diễn này như cô đã làm trong một số vai diễn nổi tiếng khác." Entertainment Weekly' Marc Snetiker mô tả bài hát như "như một bản thánh ca ca ngợi sự giải thoát" trong khi Joe Dziemianowicz của The New York Daily News gọi nó là "sự tưởng nhớ quyền lực của một cô gái và cần 'bỏ đi' sợ hãi và xấu hổ".
"Let It Go" của Idina Menzel hiện đang là bài hát OST quốc tế có số lượng bán ra lớn nhất tại Hàn Quốc.

### Giải thưởng
| Giải thưởng                        | Giải thưởng                 | Giải thưởng | Giải thưởng |
| Lễ trao giải                       | Thể loại                    | Kết quả     |             |
| ---------------------------------- | --------------------------- | ----------- | ----------- |
| Giải Oscar lần thứ 86              | Ca khúc trong phim hay nhất | Đoạt giải   |             |
| Giải Quả cầu vàng lần thứ 71       | Ca khúc trong phim hay nhất | Đề cử       |             |
| Phoenix Film Critics Society       | Ca khúc trong phim hay nhất | Đoạt giải   |             |
| Denver Film Critics Society        | Ca khúc trong phim hay nhất | Đoạt giải   |             |
| 18th Satellite Awards              | Ca khúc trong phim hay nhất | Đề cử       |             |
| Broadcast Film Critics Association | Ca khúc trong phim hay nhất | Đoạt giải   |             |

## Bảng xếp hạng và chứng nhận
| Bảng xếp hạng (2013–14)                | Vị trí cao nhất |
| -------------------------------------- | --------------- |
| Úc (ARIA)                              | 19              |
| Áo (Ö3 Austria Top 40)                 | 74              |
| Bỉ (Ultratip Flanders)                 | 55              |
| Canada (Canadian Hot 100)              | 18              |
| Đan Mạch (Tracklisten)                 | 34              |
| Ireland (IRMA)                         | 7               |
| Nhật Bản (Japan Hot 100)               | 4               |
| Hà Lan (Single Top 100)                | 67              |
| New Zealand (Recorded Music NZ)        | 31              |
| Scotland (OCC)                         | 12              |
| South Korea (Gaon International Chart) | 1               |
| South Korea (Gaon Chart)               | 1               |
| Thụy Điển (Sverigetopplistan)          | 15              |
| Anh Quốc (OCC)                         | 10              |
| Hoa Kỳ Billboard Hot 100               | 5               |
| Hoa Kỳ Adult Contemporary (Billboard)  | 12              |
| Hoa Kỳ Adult Pop Airplay (Billboard)   | 20              |
| Hoa Kỳ Dance Club Songs (Billboard)    | 12              |

### Chứng nhận
| Quốc gia                                                                           | Chứng nhận  | Số đơn vị/doanh số chứng nhận |
| ---------------------------------------------------------------------------------- | ----------- | ----------------------------- |
| Úc (ARIA)                                                                          | Bạch kim    | 70,000                        |
| Nhật Bản (RIAJ)                                                                    | Vàng        | 100.000^                      |
| Anh Quốc (BPI)                                                                     | Bạc         | 200,000‡                      |
| Hoa Kỳ (RIAA)                                                                      | 3× Bạch kim | 3,000,000                     |
| * Chứng nhận dựa theo doanh số tiêu thụ. ^ Chứng nhận dựa theo doanh số nhập hàng. |             |                               |

## Phiên bản Demi Lovato
Quyết định phát hành đĩa đơn cho "Let It Go" đã được thực hiện sau khi bài hát được viết và được trao cho Disney. Kristen Anderson-Lopez và Robert Lopez chọn ca sĩ người Mỹ và cựu ngôi sao Disney Channel Demi Lovato, người đã từng xuất hiện trên danh sách Hollywood Records của Disney, để hát lại ca khúc nhạc phim này.

### Bối cảnh và phát hành
Anderson-Lopez nói rằng Lovato được chọn bởi vì đời sống cá nhân của chính cô; "Cô có một quá khứ, cô khá cởi mở điều đó tương tự như cuộc hành trình thoát khỏi quá khứ đen tối và nỗi sợ hại và tiến về phía trước với sức mạnh của mình giống như Elsa."
Phiên bản Lovato được phát hành dưới dạng đĩa đơn của Walt Disney Records vào 21 tháng 10 năm 2013.

### Video âm nhạc
Video âm nhạc được phát hành vào ngày 1 tháng 11 năm 2013. và được biên đạo bởi Declan Whitebloom.

### Bảng xếp hạng và chứng nhận
| Bảng xếp hạng(2013/14)              | Vị trí cao nhất |
| ----------------------------------- | --------------- |
| Australia (ARIA)                    | 25              |
| Bỉ (Ultratop 50 Flanders)           | 15              |
| Bỉ (Ultratip Wallonia)              | 21              |
| Canada (Canadian Hot 100)           | 31              |
| Đan Mạch (Tracklisten)              | 26              |
| Pháp (SNEP)                         | 156             |
| Đức (GfK)                           | 91              |
| Ireland (IRMA)                      | 34              |
| Hà Lan (Single Top 100)             | 70              |
| New Zealand (Recorded Music NZ)     | 18              |
| Scotland (OCC)                      | 32              |
| Hàn Quốc (Gaon International Chart) | 7               |
| Hàn Quốc (Gaon Chart)               | 50              |
| Thụy Điển (Sverigetopplistan)       | 28              |
| Anh Quốc (OCC)                      | 42              |
| Hoa Kỳ Billboard Hot 100            | 38              |

"Let It Go" của Demi Lovato bán ra 235,262 bản ở Hàn Quốc tính đến tháng 2 năm 2014.

### Chứng nhận
| Quốc gia                                                                           | Chứng nhận | Số đơn vị/doanh số chứng nhận |
| ---------------------------------------------------------------------------------- | ---------- | ----------------------------- |
| Úc (ARIA)                                                                          | Vàng       | 35,000                        |
| New Zealand (RMNZ)                                                                 | Vàng       | 7,500                         |
| Hoa Kỳ (RIAA)                                                                      | Bạch kim   | 1,000,000                     |
| * Chứng nhận dựa theo doanh số tiêu thụ. ^ Chứng nhận dựa theo doanh số nhập hàng. |            |                               |

## Ngôn ngữ khác
Bên cạnh phiên bản gốc là tiếng Anh, Frozen có thêm 41 ngôn ngữ khác trên toàn cầu.Ngoài những phiên bản Let it Go chính thức (42 thứ tiếng) thì bên cạnh đó, còn có những ngôn ngữ mà những người hâm mộ phim tự sáng tác và thu âm (những ngôn ngữ này là những ngôn ngữ không có phiên bản chính thức). Ví dụ: tiếng Hin-đi (Ấn Độ), tiếng Ta- ga- lót (Philippines), tiếng La tinh,...
| Biểu diễn | Tiêu đề                                    | Biên dịch                            | Ngôn ngữ                        |
| --- | ------------------------------------------ | ------------------------------------ | ------------------------------- |
| Antonela Çekixhi | "Jam e Lirë"                               | "Tôi Được Tự Do"                     | Tiếng An-ba-ni                  |
| نسمة محجوب (Nesma Mahgoub)                                                                                          | "أطلقي سـركِ" (Atlequy, Seraki)             | "Tiết Lộ Bí Mật Của Bạn"             | Tiếng Ả Rập                     |
| Taryn Szpilman | "Livre Estou"                              | "Tôi Được Tự Do"                     | Tiếng Bồ Đào Nha (Bra-xin)      |
| Надежда Панайотова (Nadezhda Panayotova)                                                                            | "Слагам край" (Slagam kraĭ)                | "Tôi Đang Đặt Một Kết Thúc"          | Tiếng Bun-ga-ri                 |
| 白珍寶 (Bạch Trân Bảo; Jobelle Ubalde)                                                                              | "冰心鎖" (Bing1 sam1 so2)                  | "Trái Tim Băng Giá Bị Khóa"          | Tiếng Quảng Đông                |
| Gisela Lladó Cánovas                                                                                                | "¡Suéltalo!"                               | "Để Nó Đi"                           | Tiếng Tây Ban Nha (Tây Ban Nha) |
| Gisela Lladó Cánovas                                                                                                | "Vol volar"                                | "Muốn Bay"                           | Tiếng Ca-ta-lăng                |
| Nataša Mirković | "Puštam sve"                               | "Tôi Để Cho Mọi Thứ Đi"              | Tiếng Crô-a-ti-a                |
| Monika Absolonová                                                                                                   | "Najednou"                                 | "Bỗng Nhiên"                         | Tiếng Séc                       |
| Maria Lucia Heiberg Rosenberg                                                                                       | "Lad Det Ske"                              | "Để Nó Xảy Ra"                       | Tiếng Đan Mạch                  |
| Willemijn Verkaik                                                                                                   | "Laat het los, laat het gaan"              | "Để Nó Đi, Để Nó Đi"                 | Tiếng Hà Lan                    |
| Hanna-Liina Võsa | "Olgu nii"                                 | "Cứ Thế Đi"                          | Tiếng Ê-xtô-ni-a                |
| Katja Sirkiä | "Taakse jää"                               | "Bỏ Lại Đằng Sau"                    | Tiếng Phần Lan                  |
| Elke Buyle | "Laat Het Los"                             | "Để Cho Nó Đi"                       | Tiếng Hà Lan (Bỉ)               |
| Anaïs Delva (phim)                                                                                                  | "Libérée, délivrée"                        | "Giải Phóng, Thoát Ra"               | Tiếng Pháp                      |
| Willemijn Verkaik                                                                                                   | "Lass jetzt los"                           | "Để Nó Đi Ngay Bây Giờ"              | Tiếng Đức                       |
| Σία Κοσκινά (Sίa Koskiná)                                                                                           | "Και ξεχνώ" (Kai xechnó̱)                   | "Và Tôi Quên"                        | Tiếng Hy Lạp                    |
| מונה מור (Mona Mor)                                                                                                 | "לעזוב" (La'azov)                          | "Để Ra Đi"                           | Tiếng Do Thái                   |
| सुनिधि चौहान (Sunidhi Chauhan)                                                                                           | फना हो (Fanaa Ho)                            | ''Bị Phá Hủy''                       | Tiếng Hin-đi                    |
| Nikolett Füredi | "Legyen hó"                                | "Để Tuyết Rơi"                       | Tiếng Hung Gia Lợi              |
| Ágústa Eva Erlendsdóttir                                                                                            | "Þetta er nóg"                             | "Đủ Lắm Rồi"                         | Tiếng Ai-xơ-len                 |
| Mikha Sherly Marpaung (phim) Anggun, Chilla Kiana, Regina Ivanova (id), Nowela and Cindy Bernadette (phiên bản pop) | "Lepaskan"                                 | ''Để Nó Đi''                         | Tiếng In-đô-nê-xi-a             |
| Serena Autieri (phim) và Martina Stoessel                                                                           | "All'alba sorgerò"                         | "Trỗi Dậy Vào Lúc Bình Minh"         | Tiếng Ý                         |
| Takako Matsu (松 たか子 Matsu Takako) (phim) và May J.(soundtrack)                                                  | ありの ままで (Arino Mamade)               | "Như Chính Tôi"                      | Tiếng Nhật                      |
| 박혜나 (Park Hyena) (phim) và 효린 (Hyoryn) (phiên bản pop)                                                         | "다 잊어" (phim) và (Da ij-eo) "Let It Go" | "Quên hết mọi thứ" (phim) "Để Nó Đi" | Tiếng Hàn                       |
| Carmen Sarahí (phim) và Martina Stoessel                                                                            | "Libre Soy"                                | "Tôi Được Tự Do"                     | Tiếng Tây Ban Nha (Mỹ La tinh)  |
| Jolanta Strikaite                                                                                                   | "Lai Nu Snieg"                             | "Để Tuyết Rơi"                       | Tiếng Lát-vi-a                  |
| Girmantė Vaitkutė                                                                                                   | "Tebūnie"                                  | "Để Nó Được"                         | Tiếng Lít-va                    |
| Marsha Milan Londoh (phim)                                                                                          | "Bebaskan"                                 | "Để Nó Tự Do"                        | Tiếng Mã Lai                    |
| 胡维纳 (Hồ Duy Nạp) (phim) và 姚贝娜 (Diêu Bối Na) (phiên bản Pop)                                                  | "随它吧" (Suí tā ba)                       | "Để Nó Đi"                           | Tiếng Hoa phổ thông             |
| Lisa Stokke | "La Den Gå"                                | "Để Nó Đi"                           | Tiếng Na Uy                     |
| Katarzyna Łaska | "Mam tę moc"                               | "Tôi Có Sức Mạnh Này"                | Tiếng Ba Lan                    |
| Ana Margarida Encarnação (phim) và Carina Leitão (phiên bản Pop)                                                    | "Já Passou"                                | "Đã Trôi Qua"                        | Tiếng Bồ Đào Nha (Bồ Đào Nha)   |
| Dalma Kovács | "S-a întâmplat"                            | "Đã Xảy Ra"                          | Tiếng Rô-ma-ni                  |
| Анна Бутурлина (Anna Buturlina) (phim) và Юлия Довганишина (Yulia Dovganishina)                                     | "Отпусти и забудь" (Otpusti i zabud')      | "Hãy Đi Và Quên"                     | Tiếng Nga                       |
| Јелена Гавриловић (Jelena Gavrilović)                                                                               | "Сад је крај" (Sad je kraj)                | "Bây Giờ Là Kết Thúc"                | Tiếng Xéc-bi                    |
| Andrea Somorovská                                                                                                   | "Von to dám"                               | "Tôi Thả Nó Ra"                      | Tiếng Xlô-va-ki-a               |
| Nuška Drašček Rojko                                                                                                 | "Zaživim"                                  | "Tôi Đến Với Cuộc Sống"              | Tiếng Xlô-vê-ni-a               |
| Annika Herlitz | "Slå dig fri"                              | "Phá Vỡ Sự Tự Do"                    | Tiếng Thụy Điển                 |
| 林芯儀 (Lâm Tâm Nghi; Shennio Lin)                                                                                  | "放開手" (Fàng kāi shǒu)                   | "Buông Tay Ra"                       | Tiếng Quan Thoại (Đài Loan)     |
| วิชญาณี เปียกลิ่น (แก้ม) (Wichayanee Piaklin; Gam)                                                                        | "ปล่อยมันไป" (Pl̀xy mạn pị)                   | "Để Cho Nó Đi"                       | Tiếng Thái                      |
| Begüm Günceler | "Aldırma"                                  | "Không Nhớ Nó"                       | Tiếng Thổ Nhĩ Kỳ                |
| Шаніс (Shanis) | "Все одно" (Vse odno)                      | "Không có vấn đề/ Dù sao"            | Tiếng U-crai-na                 |
| Dương Hoàng Yến | "Hãy bước đi"                              | "Hãy Bước Đi"                        | Tiếng Việt                      |

1. ↑  Perlman, Jake (ngày 10 tháng 2 năm 2014). "On the Scene: 'Frozen' cast performs live for the first (and probably only) time ever". Entertainment Weekly. Bản gốc lưu trữ ngày 1 tháng 3 năm 2014. Truy cập ngày 10 tháng 2 năm 2014. It was the first time the cast had ever sung the songs live and the first time many had sung the songs at all since they recorded the soundtrack a year and a half ago.
2. ↑  "Latest Academy News". Oscars.org Academy of Motion Picture Arts and Sciences. Truy cập ngày 18 tháng 2 năm 2015.
3. ↑  Willman, Chris (ngày 15 tháng 1 năm 2014). "How the 'Frozen' Soundtrack Snowballed to No. 1". The Hollywood Reporter. Truy cập ngày 20 tháng 1 năm 2014.
4. ↑  Busis, Hillary (ngày 27 tháng 11 năm 2013). "Disney's 'Frozen': Composers talk unexpected influences (Gaga!) and accidentally aping 'Arrested Development'". Entertainment Weekly. Bản gốc lưu trữ ngày 1 tháng 12 năm 2013. Truy cập ngày 2 tháng 12 năm 2013.
5. 1 2  Miller, Gregory E. (ngày 23 tháng 11 năm 2013). "'Frozen' soundtrack set to join the ranks of Disney greats". The New York Post. Truy cập ngày 2 tháng 12 năm 2013.
6. ↑  Chai, Barbara (ngày 27 tháng 11 năm 2013). "Listen to Songs From Disney's 'Frozen' and Hear How They Were Written". The Wall Street Journal. Truy cập ngày 2 tháng 12 năm 2013.
7. 1 2  DeTruck, Matt (ngày 27 tháng 11 năm 2013). "CD Review: Disney's "Frozen" Soundtrack". City Newspaper. Truy cập ngày 2 tháng 12 năm 2013.
8. 1 2  Sneitker, Marc (ngày 30 tháng 11 năm 2013). "Disney's 'Frozen' soundtrack: Ranking all nine original songs". Entertainment Weekly. Bản gốc lưu trữ ngày 9 tháng 12 năm 2013. Truy cập ngày 2 tháng 12 năm 2013.
9. ↑  Dziemianowicz, Joe (ngày 6 tháng 12 năm 2013). "Disney's 'Frozen' scores a show-stopping song with Idina Menzel's 'Let It Go'". New York Daily News. Truy cập ngày 8 tháng 12 năm 2013.
10. 1 2  "Gaon Download Chart" (bằng tiếng Hàn). Gaon Chart.
11. ↑  Staff (ngày 16 tháng 1 năm 2014). "2013 Academy Awards Nominations and Winners by Category". Box Office Mojo. Truy cập ngày 16 tháng 1 năm 2014.
12. ↑  "Golden Globe Awards Nominations: '12 Years A Slave' & 'American Hustle' Lead Pack". Deadline. ngày 12 tháng 12 năm 2013. Truy cập ngày 12 tháng 12 năm 2013.
13. ↑  "Phoenix Film Critics Society 2013 Award Nominations". Phoenix Film Critics Society. Bản gốc lưu trữ ngày 31 tháng 12 năm 2013. Truy cập ngày 10 tháng 12 năm 2013.
14. ↑  "Denver Film Critics Society Nominations". Awards Daily. ngày 6 tháng 12 năm 2013. Truy cập ngày 6 tháng 1 năm 2014.
15. ↑  International Press Academy (ngày 2 tháng 12 năm 2013). "The International Press Academy Announces Nominations For The 18th Annual Satellite Awards™". PR Newswire. Truy cập ngày 3 tháng 12 năm 2013.
16. ↑  "American Hustle, 12 Years A Slave Lead BFCA's Critics Choice Movie Awards Nominations". Deadline.com. ngày 17 tháng 12 năm 2013. Truy cập ngày 17 tháng 12 năm 2013.
17. ↑  "Australian-charts.com – Idina Menzel – Let It Go" (bằng tiếng Anh). ARIA Top 50 Singles.
18. ↑  "Austriancharts.at – Idina Menzel – Let It Go" (bằng tiếng Đức). Ö3 Austria Top 40.
19. ↑  "Ultratop.be – Idina Menzel – Let It Go" (bằng tiếng Hà Lan). Ultratip.
20. ↑  "Idina Menzel Chart History (Canadian Hot 100)". Billboard (bằng tiếng Anh).
21. ↑  "Danishcharts.com – Idina Menzel – Let It Go" (bằng tiếng Đan Mạch). Tracklisten.
22. ↑  "Chart Track: Week 10, 2014" (bằng tiếng Anh). Irish Singles Chart.
23. ↑  "Idina Menzel Chart History (Japan Hot 100)". Billboard (bằng tiếng Anh).
24. ↑  "Dutchcharts.nl – Idina Menzel – Let It Go" (bằng tiếng Hà Lan). Single Top 100.
25. ↑  "Charts.nz – Idina Menzel – Let It Go" (bằng tiếng Anh). Top 40 Singles.
26. ↑  "Official Scottish Singles Sales Chart Top 100" (bằng tiếng Anh). Official Charts Company.
27. 1 2 3 4  "Gaon Digital Chart (International)" (bằng tiếng Hàn). Gaon Chart.
28. ↑  "Swedishcharts.com – Idina Menzel – Let It Go" (bằng tiếng Anh). Singles Top 100.
29. ↑  "Official Singles Chart Top 100" (bằng tiếng Anh). Official Charts Company.
30. ↑  "Idina Menzel Chart History (Hot 100)". Billboard (bằng tiếng Anh).
31. ↑   "Idina Menzel Chart History (Adult Contemporary)". Billboard (bằng tiếng Anh).
32. ↑  "Idina Menzel Chart History (Adult Pop Songs)". Billboard (bằng tiếng Anh).
33. ↑  "Idina Menzel Chart History (Dance Club Songs)". Billboard (bằng tiếng Anh).  Truy cập ngày 3 tháng 4 năm 2014.
34. ↑  "ARIA Charts – Accreditations – 2014 Singles" (PDF) (bằng tiếng Anh). Hiệp hội Công nghiệp ghi âm Úc.
35. ↑  "Accreditions 2014". ARIA. ngày 15 tháng 2 năm 2013.
36. ↑  "Chứng nhận đĩa đơn   Nhật Bản – イディナ・メンゼル – レット・イット・ゴー" (bằng tiếng Nhật). Hiệp hội Công nghiệp Ghi âm Nhật Bản. Truy cập ngày 19 tháng 4 năm 2014. Chọn 2014年03月 ở menu thả xuống
37. ↑  "Chứng nhận đĩa đơn   Anh Quốc – Idina Menzel – Let It Go" (bằng tiếng Anh). British Phonographic Industry. Truy cập ngày 11 tháng 4 năm 2014. Chọn single trong phần Format. Chọn Bạc' ở phần Certification. Nhập Let It Go  vào mục "Search BPI Awards" rồi ấn Enter.
38. ↑  "Chứng nhận đĩa đơn   Hoa Kỳ – Idina Menzel – Let It Go" (bằng tiếng Anh). Hiệp hội Công nghiệp Ghi âm Hoa Kỳ.
39. ↑  Grein, Paul (ngày 16 tháng 4 năm 2014). "Chart Watch: "Happy" tops 4M". Yahoo! Music. Yahoo!.
40. ↑  Lipshutz, Jason (ngày 21 tháng 10 năm 2013). "Demi Lovato Unveils Racing 'Let It Go' From 'Frozen' Soundtrack". Billboard. Truy cập ngày 2 tháng 12 năm 2013.
41. ↑  "Demi Lovato Stuns In 'Let It Go' Music Video — Watch". Hollywood Life. ngày 21 tháng 10 năm 2013. Truy cập ngày 2 tháng 12 năm 2013.
42. ↑  "Demi Lovato 'Let It Go'". Declan Whitebloom Official Website. ngày 21 tháng 10 năm 2013. Bản gốc lưu trữ ngày 14 tháng 1 năm 2014. Truy cập ngày 2 tháng 12 năm 2013.
43. ↑  "Ultratop.be – Demi Lovato – Let It Go" (bằng tiếng Hà Lan). Ultratop 50.
44. ↑  "Ultratop.be – Demi Lovato – Let It Go" (bằng tiếng Pháp). Ultratip.
45. ↑  "Demi Lovato Chart History (Canadian Hot 100)". Billboard (bằng tiếng Anh).
46. ↑  "Danishcharts.com – Demi Lovato – Let It Go" (bằng tiếng Đan Mạch). Tracklisten.  Truy cập ngày 17 tháng 1 năm 2014.
47. ↑  "Lescharts.com – Demi Lovato – Let It Go" (bằng tiếng Pháp). Les classement single.
48. ↑  "Musicline.de – Demi Lovato Single-Chartverfolgung" (bằng tiếng Đức). Media Control Charts. PhonoNet GmbH.
49. ↑  "Chart Track: Week 04, 2014" (bằng tiếng Anh). Irish Singles Chart.
50. ↑  "Dutchcharts.nl – Demi Lovato – Let It Go" (bằng tiếng Hà Lan). Single Top 100.
51. ↑  "Charts.nz – Demi Lovato – Let It Go" (bằng tiếng Anh). Top 40 Singles.
52. ↑  "Official Scottish Singles Sales Chart Top 100" (bằng tiếng Anh). Official Charts Company.
53. ↑  "Swedishcharts.com – Demi Lovato – Let It Go" (bằng tiếng Anh). Singles Top 100.
54. ↑  "Official Singles Chart Top 100" (bằng tiếng Anh). Official Charts Company.
55. ↑  "Demi Lovato Chart History (Hot 100)". Billboard (bằng tiếng Anh).
56. ↑  "ARIA Charts – Accreditations – 2014 Singles" (PDF) (bằng tiếng Anh). Hiệp hội Công nghiệp ghi âm Úc.
57. ↑  "Accreditions 2014". ARIA. ngày 22 tháng 2 năm 2014.
58. ↑  "Chứng nhận đĩa đơn   New Zealand – Demi Lovato – Let It Go" (bằng tiếng Anh). Recorded Music NZ.[liên kết hỏng]
59. ↑  "Chart 1922" (PDF). RMNZ. ngày 24 tháng 3 năm 2014. Bản gốc (PDF) lưu trữ ngày 21 tháng 7 năm 2015. Truy cập ngày 4 tháng 5 năm 2014.
60. ↑  "Chứng nhận đĩa đơn   Hoa Kỳ – Demi Lovato – Let It Go" (bằng tiếng Anh). Hiệp hội Công nghiệp Ghi âm Hoa Kỳ.
61. ↑  Trust, Gary (ngày 8 tháng 3 năm 2014). "Idina Menzel's Fairy Tale Journey: From Broadway to 'Frozen' and a 'Gorgeous' Note From John Travolta (Cover Story)". Billboard. Prometheus Global Media. Truy cập ngày 6 tháng 4 năm 2014.
62. ↑  "Did you know Frozen was dubbed into 43 languages?". Twitter. ngày 23 tháng 1 năm 2014. Truy cập ngày 29 tháng 1 năm 2014.
63. ↑  "Frozen - Let It Go (Albanian)". YouTube. ngày 1 tháng 6 năm 2014. Truy cập ngày 10 tháng 6 năm 2014.
64. ↑  "ملكة الثلج... Frozen". Al-Wasat News. ngày 2 tháng 2 năm 2014. Truy cập ngày 18 tháng 2 năm 2014.
65. ↑  "Frozen - Uma Aventura Congelante: Criticas". AdoroCinema. Truy cập ngày 20 tháng 2 năm 2014.
66. ↑  "Disney принцеса пропя на български". www.inews.bg. ngày 23 tháng 1 năm 2014. Truy cập ngày 27 tháng 1 năm 2014.
67. ↑  "VIDEO: Ledové království". Alik.cz. ngày 15 tháng 11 năm 2013. Truy cập ngày 20 tháng 2 năm 2014.
68. ↑  "iTunes - Music - Frost (Originalt Dansk Soundtrack) by Various Artists". iTunes Store. Truy cập ngày 17 tháng 1 năm 2014.
69. 1 2 3 4 5 6  Keegan, Rebecca (ngày 24 tháng 1 năm 2014). "Finding a diva in 41 languages". Los Angeles Times. Truy cập ngày 18 tháng 2 năm 2014.
70. ↑  "Disney's Frozen "Let It Go" gezongen door Willemijn Verkaik - Dutch (NL) Official Clip HD". YouTube. ngày 10 tháng 12 năm 2013. Truy cập ngày 22 tháng 12 năm 2013.
71. ↑  "FROZEN Clip - Laat Het Los (Vlaamse versie) - YouTube". YouTube. Truy cập ngày 17 tháng 1 năm 2014.
72. ↑  "Anaïs Delva - Libérée, délivrée". YouTube. ngày 10 tháng 12 năm 2013. Truy cập ngày 22 tháng 12 năm 2013.
73. ↑  "Frozen: le 30 versioni di All'alba sorgerò. Dalla Autieri a Violetta". Sorrisi. ngày 17 tháng 11 năm 2013. Bản gốc lưu trữ ngày 13 tháng 1 năm 2014. Truy cập ngày 22 tháng 12 năm 2013.
74. ↑  "『アナと雪の女王』ミュージック・クリップ：Let It Go/エルサ（松たか子）". YouTube. ngày 31 tháng 1 năm 2014. Truy cập ngày 16 tháng 2 năm 2014.
75. ↑  "May J. - Let It Go～ありのままで（エンドソング）". YouTube. ngày 20 tháng 11 năm 2013. Truy cập ngày 22 tháng 12 năm 2013.
76. ↑  "박혜나 "뮤지컬 배우 열정·감성 섞어 '렛 잇 고' 한국어로 불렀죠"". ngày 9 tháng 2 năm 2014. Truy cập ngày 20 tháng 2 năm 2014.
77. ↑  "Hyorin - Let it go (from frozen [Korean version])". YouTube. ngày 31 tháng 12 năm 2013. Truy cập ngày 6 tháng 1 năm 2014.
78. ↑  "효린 let it go, 정식음원 발매…'겨울왕국' OST 열풍". ngày 11 tháng 2 năm 2014. Truy cập ngày 20 tháng 2 năm 2014.
79. ↑  "Martina Stoessel - Libre Soy". YouTube. ngày 17 tháng 11 năm 2013. Truy cập ngày 22 tháng 12 năm 2013.
80. ↑  "Ledus sirds". Bản gốc lưu trữ ngày 22 tháng 2 năm 2014. Truy cập ngày 18 tháng 2 năm 2014.
81. ↑  "Marsha Milan Londoh - Bebaskan". YouTube. ngày 20 tháng 11 năm 2013. Truy cập ngày 22 tháng 12 năm 2013.
82. ↑  "迪士尼电影的微博". Sina Weibo. Truy cập ngày 22 tháng 2 năm 2014.
83. ↑  "隨它吧-姚貝娜 迪士尼《冰雪奇緣》中文版主題曲 MV". YouTube. Truy cập ngày 23 tháng 1 năm 2014.
84. ↑  "Frost (Norsk Original Soundtrack) [Deluxe Utgave] by Various Artists". iTunes Store. Truy cập ngày 20 tháng 2 năm 2014.
85. ↑  "Julegave fra Disney til norsk reiseliv". NRK. ngày 20 tháng 11 năm 2013. Truy cập ngày 20 tháng 2 năm 2014.
86. ↑  "Katarzyna Łaska - Kraina lodu- Mam tę moc". YouTube. ngày 13 tháng 11 năm 2013. Truy cập ngày 4 tháng 1 năm 2014.
87. ↑  "Frozen's "Let It Go" in 25 Languages (Official)". Trendolizer. Bản gốc lưu trữ ngày 2 tháng 4 năm 2018. Truy cập ngày 21 tháng 2 năm 2014. Disney released the song "Let It Go" from the movie "Frozen" in 25 languages including Portuguese sung by Ana Margarida Encarnação.
88. ↑  "Dalma Kovacs voices the Snow Queen in a film for children". A1 (bằng tiếng Romania). ngày 18 tháng 12 năm 2013. Truy cập ngày 23 tháng 2 năm 2014. The artist invited all her fans on Facebook to go to the cinema and laughing in an animated comedy that she provided dubbing for a character. "Frozen" - the Disney movie that you must necessarily see it if you want to laugh out loud! If you go to the dubbed version, you'll hear my voice, I am Elsa, the Snow queen! "Wrote Dalma.
89. ↑  "(VIDEO) A song for the Oscar and the Serbian". Pravda (bằng tiếng Serbia). ngày 24 tháng 1 năm 2014. Truy cập ngày 21 tháng 2 năm 2014. Among the selected version [for the official multi-language clip] the Serbian version of "Let It Go", performed by actress Jelena Gavrilovic in the role of Elsa.
90. ↑  "Frost - Soundtrack släpps digitalt den 27/1". Universal Music Sweden. ngày 21 tháng 1 năm 2014. Bản gốc lưu trữ ngày 1 tháng 3 năm 2014. Truy cập ngày 20 tháng 2 năm 2014.
91. ↑  "เวอร์ชั่น แก้ม วิชญาณี". YouTube. ngày 20 tháng 11 năm 2013. Truy cập ngày 22 tháng 12 năm 2013.
92. ↑  Ý Ly (ngày 24 tháng 11 năm 2013). "Dương Hoàng Yến khoe giọng trong 'Frozen' bản lồng tiếng Việt". VnExpress iOne. Truy cập ngày 17 tháng 2 năm 2014. Cô thể hiện ca khúc chủ đề Let It Go của bộ phim. (She performed the film's theme song, "Let It Go")

## Liên kết
- Disney's Frozen "Let It Go" Sequence Performed by Idina Menzel trên YouTube
- Disney's Frozen - "Let It Go" Multi-Language Full Sequence trên YouTube
- Disney's Frozen - "Let It Go" Sing-Along Version trên YouTube
- Demi Lovato - "Let It Go" (from Frozen) (Official) trên YouTube